# Mooste (gemeente)
Mooste (Estisch: Mooste vald) was een gemeente in de Estlandse provincie Põlvamaa. De gemeente telde 1427 inwoners op 1 januari 2017 en had een oppervlakte van 185,1 km².
In oktober 2017 werd de gemeente bij de gemeente Põlva vald gevoegd.
De landgemeente telde vijftien nederzettingen, waarvan het bestuurscentrum Mooste de status van alevik (vlek) heeft.

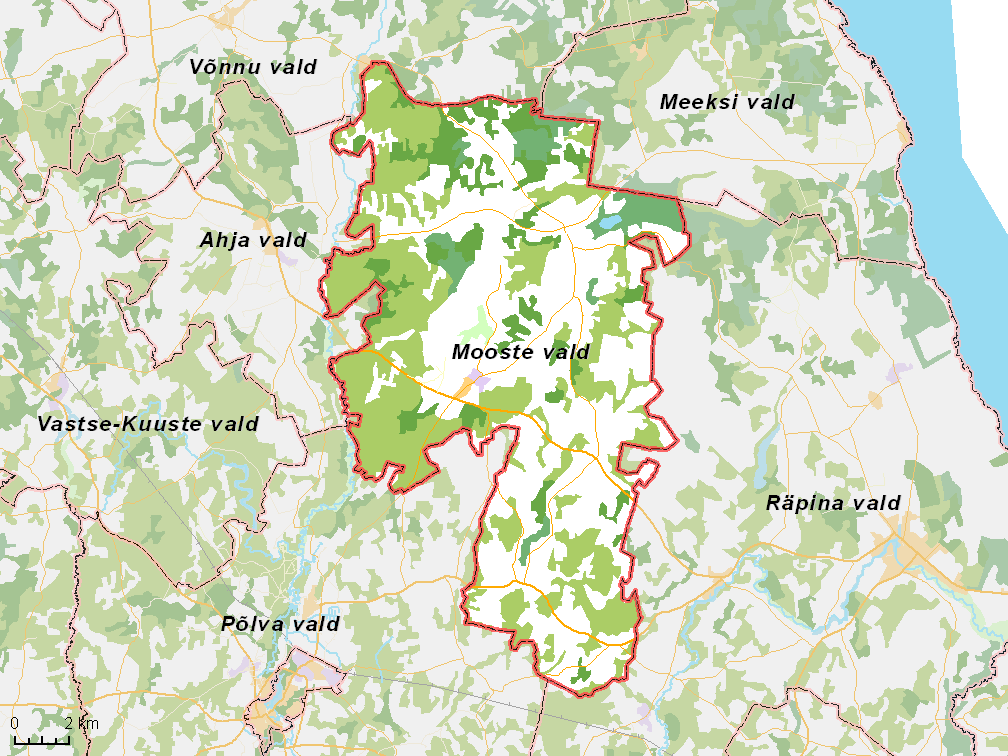
De gemeente met omliggende gemeenten, situatie begin 2017